# Coterapia
La coterapia es una práctica en psicoterapia caracterizada por la presencia de dos o más terapeutas coordinando un grupo terapéutico, una sesión familiar, una terapia de pareja o una terapia individual. Estos co-coordinadores tienen el mismo poder de decisión y las mismas atribuciones y responsabilidades. Consiste en una relación cooperativa, que brinda una mutua supervisión continuada del tratamiento, posibilita el disenso y el mutuo enriquecimiento, da apoyo mutuo y evita la soledad de la práctica psicoterapéutica.
Desde la década del 40 en los Estados Unidos se ha practicado la coterapia, pero recién en los últimos años se ha percibido la importancia de la relación entre los terapeutas y cómo esto incide en la curación de los pacientes.
La lucha por el poder o por el prestigio entre los terapeutas puede entorpecer la relación y el beneficio de la coterapia. Los coterapeutas discuten entre sí la estrategia a aplicar en el tratamiento.
En situaciones de aprendizaje un segundo terapeuta hace las veces de observador participante o no participante, en estos casos lleva un registro de las sesiones, prestando atención al contenido y a la dinámica de las sesiones, esta crónica u observación puede ser usada como supervisión, para discutirla en el equipo terapéutico o para leerla en la siguiente sesión a fin de ver lo trabajado anteriormente.
Puede ocurrir que los pacientes dividan sus transferencias entre los dos terapeutas depositando lo bueno y lo malo en ellos, esto puede incrementar el desacuerdo en el equipo terapéutico.

### Coterapia en Terapia Familiar
La terapia familiar es un formato de psicoterapia para la familia que requiere la coterapia para su funcionamiento. Este tipo de terapias surgen del modelo sistémico y requieren de la presencia de un mínimo de dos terapeutas para ser aplicada.
En algunas ocasiones la figura del coterapeuta puede ser desarrollada por un miembro familiar, cuando el objetivo principal es la modificación conductual de uno de sus miembros. La función de los familiares como coterapeutas será facilitar el mantenimiento de los cambios conseguidos en la familia y el individuo y el seguimiento de las pautas y ejercicios establecidos por los terapeutas.
La coterapia es una práctica también empleada en programas de tratamiento grupal y en el tratamiento de disfunciones sexuales en la pareja.